# De Sims Eilandverhalen
De Sims Eilandverhalen (Engels: The Sims Castaway Stories) is een simulatiespel, het derde en laatste spel in de De Sims Verhalen-reeks. Het is gebaseerd op De Sims 2: Op Een Onbewoond Eiland en uitgebracht op 29 januari 2008.

## Gameplay
De Sims zijn aangespoeld op een onbewoond eiland en moeten daar zien te overleven. Ze kunnen op zoek gaan naar fruit en vis en met behulp van materiaal op het eiland een hut bouwen.
De speler heeft de keuze tussen het spelen in de modus "Verhaal" of de modus "Vrij spelen".
Het klok-formaat dat in het spel gebruikt wordt is visueel in plaats van numeriek. Er zijn acht cirkels die de 24 uur van een dag voorstellen, waar één bol voor 3 uur staat. 
De valuta die in het spel gebruikt wordt zijn grondstoffen in plaats van Simdollars. Sims kunnen kiezen uit drie verschillende carrières om voedsel en grondstoffen te verdienen. Alle carrières hebben dezelfde werkuren en Sims moeten dagelijks werken. Er zijn echter geen sancties voor het missen van werk.
Alle voorwerpen, kledingstukken en bouwgereedschappen zijn zo ontworpen dat ze in het thema van het spel passen.
De Sims Eilandverhalen heeft, in tegenstelling tot de andere spellen in de De Sims Verhalen-serie, een verhaal met 24 hoofdstukken. De Sims Levensverhalen en Dierenverhalen bevatten beide echter 12 hoofdstukken. Daarnaast worden een aantal van de beloningen niet onmiddellijk geleverd aan het hoofdpersonage maar moeten ze aan de oever graven om een kist te openen waar deze in zitten.